# Agneta Dreber
Ingrid Agneta Dreber, de soltera Olsson, nacida el 9 de septiembre de 1946 en la parroquia de Enskede en Estocolmo, es una expolítica sueca (del Partido de Estocolmo, el Partido Verde y el Partido Liberal) y funcionaria.

## Educación
Dreber es licenciada en Economía por la Escuela de Economía de Estocolmo y licenciada en Filosofía en ruso e inglés por la Universidad de Estocolmo.

## Carrera
Dreber ha sido auditora en la Oficina Nacional de Auditoría, secretaria y jefa de gabinete en el Comité de Igualdad de Género, secretaria del departamento en el Ministerio de Trabajo de 1977 a 1984, consultora en el Instituto Nacional de Desarrollo de Personal de 1984 a 1985, jefa de personal en la Oficina Nacional de Deuda de 1985 a 1987, consejera del departamento en el Ministerio de Asuntos Civiles de 1987 a 1988, concejala en la ciudad de Estocolmo de 1988 a 1991, directora general del Instituto Nacional de Salud Pública de 1992 a 1999, jefa de administración en la Junta de Producción del Consejo del Condado de Estocolmo de 2000 a 2002, y directora ejecutiva de la Federación de la Industria Alimentaria de 2002 a 2012. Fue elegida miembro de la Academia Sueca de Ciencias de la Ingeniería en 2018.

## Carrera política
Dreber fue una de las fundadoras del Partido de Estocolmo en 1979 y fue concejala de personal e información en la ciudad de Estocolmo de 1988 a 1991. A principios de la década de 1980 también fue activa en el Partido Verde y fue convocante del comité político (PU) al mismo tiempo que los dos primeros portavoces asumieron en 1985 (Per Gahrton y Ragnhild Pohanka). En ese tiempo, el Partido Verde y el Partido de Estocolmo colaboraban.
Posteriormente, se unió al Partido Liberal y fue miembro de su comité ejecutivo de 1997 a 1999. Desde 1999 no ha tenido ningún cargo político.

## Cargos en juntas directivas
Dreber ha ocupado cargos en las juntas directivas de la Escuela de Economía de Estocolmo, Länsförsäkringar Stockholm, la Fundación Sueca de Nutrición, el Instituto Sueco de Alimentación y Biotecnología, y el área de atención médica del Consejo del Condado de Estocolmo. Está comprometida con el bienestar y fue miembro de la junta directiva de la Escuela de Deportes en la década de 1990. Fue presidenta de Friskis & Svettis de 1991 a 1993. El 26 de marzo de 2010, Agneta Dreber fue elegida nueva presidenta de Sveriges Radio, esto después de no haber alcanzado un consenso sobre Lars Leijonborg como presidente.